# Lekcja tanga
Lekcja tanga (ang. The Tango Lesson) – film fabularny z 1997 roku w reżyserii Sally Potter.
Bohaterką jest reżyserka zafascynowana tańcem Pablo Veróna. Film jest w połowie autobiograficzną opowieścią o tangu argentyńskim i roli mężczyzny i kobiety w tańcu i w życiu. Grany jest przez Potter i Veróna. 
Jest to jeden z kultowych filmów wśród tancerzy tanga argentyńskiego.
W filmie występuje też Gustavo Naveira.